# Альтенмаркт-им-Понгау
Альтенмаркт-им-Понгау (нем. Altenmarkt im Pongau) — ярмарочная коммуна (нем. Marktgemeinde) в Австрии, в федеральной земле Зальцбург.
Входит в состав округа Санкт-Йохан-Понгау. Население составляет 3619 человек (на 31 августа 2006 года). Занимает площадь 48,63 км². Официальный код — 5 04 01.

## Политическая ситуация
Бургомистр коммуны — Руперт Винтер (АНП) по результатам выборов 2004 года.
Совет представителей коммуны (нем. Gemeinderat) состоит из 19 мест.
- АНП занимает 10 мест.
- СДПА занимает 4 места.
- Партия JA zu Altenmarkt занимает 3 места.
- АПС занимает 2 места.

## Экономика
В Альтенмаркте расположена штаб-квартира и производственные мощности австрийской компании по выпуску инвентаря для горнолыжного спорта и сноубординга Atomic.

## Известные жители
В Альтенмаркте проживает известный австрийский горнолыжник Михаэль Вальххофер, чемпион мира 2003 года и серебряный призёр зимних Олимпийских игр 2006 года.